# 1989 في الهند
فيما يلي قوائم الأحداث التي وقعت خلال عام 1989 في الهند.

## سياسة

### تعيين في المنصب
- 1 يناير – بي في ناراسيمها راو عضو لوك سابها [الإنجليزية]‏.
- 2 ديسمبر – مفتي محمد سيد وزير الشؤون الداخلية [الإنجليزية]‏.
- 18 ديسمبر – راجيف غاندي زعيم المعارضة [الإنجليزية]‏.

### انتهاء فترة المنصب
- 1 يناير – بي في ناراسيمها راو عضو لوك سابها [الإنجليزية]‏،وزير الشؤون الخارجية.
- 2 ديسمبر – راجيف غاندي رئيس وزراء الهند.

## رياضة
- 1 يناير – بطولة آسيا لألعاب القوى 1989

## مواليد

### فبراير
- 23 فبراير – نالابان موهانراج لاعب كرة قدم هندي.

### مارس
- 1 مارس – أشوك سينغ لاعب كرة قدم هندي.
- 21 مارس – بريم كومار لاعب كرة قدم هندي.
- 28 مارس – أجاي سينغ لاعب كرة قدم هندي.

### أبريل
- 14 أبريل – فانيا لاعب كرة قدم هندي.
- 17 أبريل – سنينة ممثلة هندية.
- 22 أبريل – سارة حميد أحمد

### مايو
- 5 مايو – راي لاكسمي ممثلة هندية.
- 7 مايو – أثارفا ممثل هندي.
- 17 مايو – سافار ساردار لاعب كرة قدم هندي.
- 19 مايو – مادونا سيباستيان
- 20 مايو – أريندام باتاشاريا لاعب كرة قدم هندي.
- 23 مايو – سوجاندها ميشرا

### يونيو
- 30 يونيو – لاوامبويا باتشاو لاعب كرة قدم هندي.

### يوليو
- 8 يوليو – تينا اهوجا ممثلة هندية.
- 13 يوليو – أنتوني باربوسا لاعب كرة قدم هندي.
- 18 يوليو – بهومي بيدنيكار ممثلة هندية.
- 21 يوليو – مادهو شاليني

### أغسطس
- 6 أغسطس – سارا خان
- 8 أغسطس – شانكار اوراون لاعب كرة قدم هندي.

### سبتمبر
- 12 سبتمبر – جولثام كارثيك ممثل هندي.
- 15 سبتمبر – شيني دوشي ممثلة هندية.
- 20 سبتمبر – شيفاجي ديف
- 25 سبتمبر – ارناب موندال لاعب كرة قدم هندي.

### أكتوبر
- 2 أكتوبر – زوهمينجليانا رالتي لاعب كرة قدم هندي.
- 25 أكتوبر – روزاريو مينديز لاعب كرة قدم هندي.

### نوفمبر
- 29 نوفمبر – شيتراشي راوات ممثلة هندية.

### ديسمبر
- 21 ديسمبر – تامانا ممثلة أفلام وعارضة هندية.
- 30 ديسمبر – نيخيل برنارد لاعب كرة قدم هندي.

## وفيات

### يناير
- 16 يناير – بريم نظير (مواليد 1929) ممثل هندي.

### فبراير
- 8 فبراير – بيجوم خورشيد ميرزا (مواليد 1918)